# Pinang

Pinang állam elhelyezkedése Malajzia térképén

Pinang zászlaja

Pinang állam szigeti és szárazföldi része

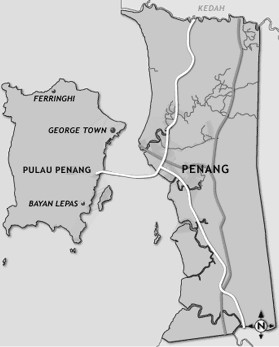
Térkép településekkel

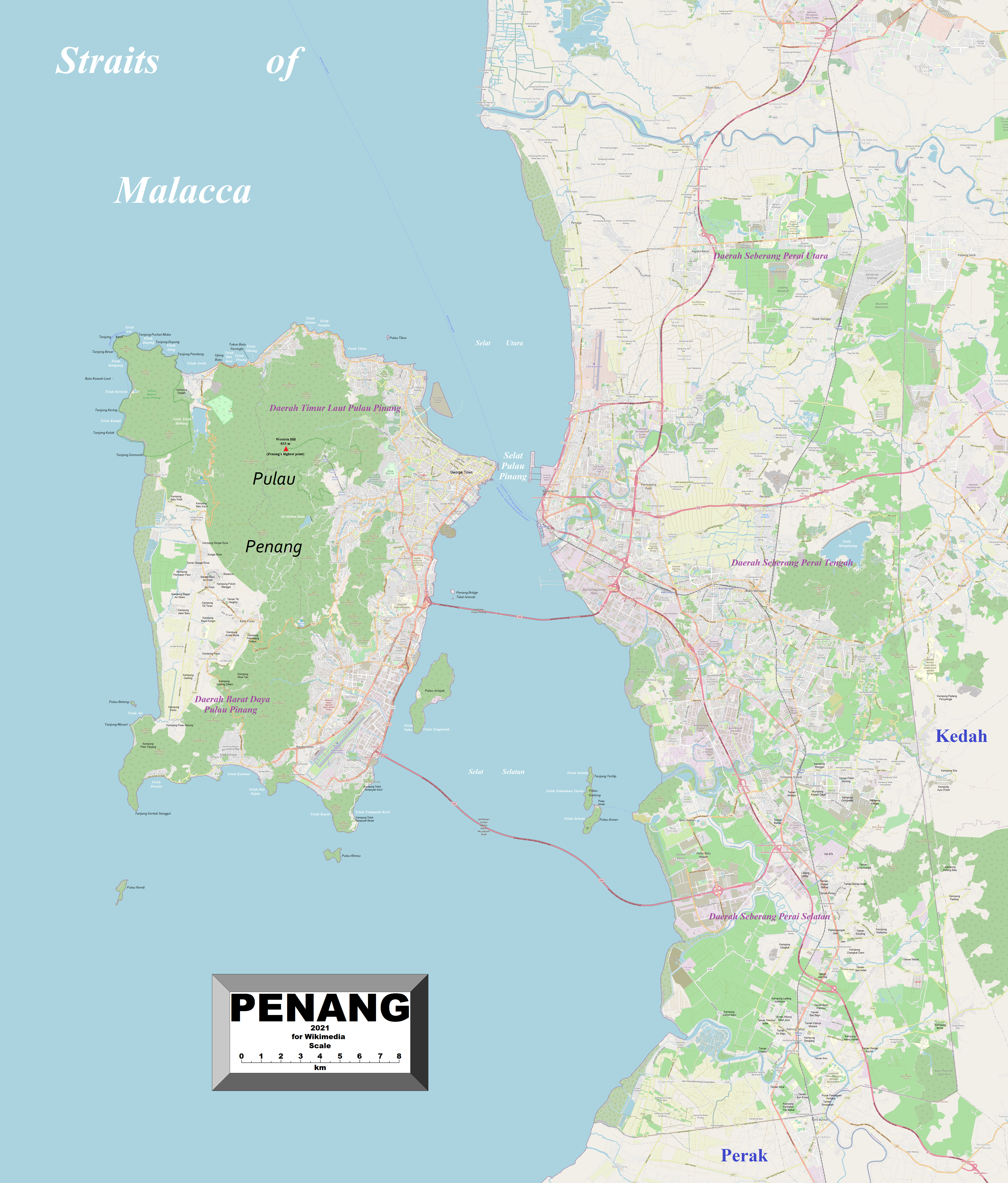
Részletes térkép (nagyítható)

Pinang (maláj nyelven: Pinang, angolul: Penang, ejtve kb. [pineng]) Malajzia szövetségi állama, a Maláj-félsziget északnyugati részének tengerpartján. Pinang egyben a sziget neve is (maláj nyelven: Pulau Pinang), amelyet a Maláj-félszigettel két, több mint 10 km hosszú híd köti össze.
Területe 1048 km², népessége 1 520 000 fő (2010-es becslés).
Az állam két nagy városa George Town, az állam székhelye, valamint a Maláj-félszigeten Butterworth. A két várost többsávos híd és rendszeres kompjáratok kötik össze. 
Butterworth kikötő- és iparváros, olajfinomítóval, ónkohóval. A közelben egy légi támaszpont is található.
Pinang szigetén nemzetközi repülőtér található. A sziget népszerű, sokak által kedvelt üdülőhely. George Town óvárosa a világ kulturális örökségének része.

## Demográfia

### Etnikai összetétele
2010-ben: kínai 45,5%, maláj 43,5%, indiai 10,5%, más 0,5% .

### Vallás szerint
44,6% muszlim, 35,6% buddhista, 8,7% hindu, 5,1% keresztény (római katolikus és protestáns, metodista, adventista, anglikán, presbiteriánus, baptista), 4,6% taoista és egyéb kínai népi vallású, 1,4% más ill. felekezeten kívüli.

## Galéria
| Képgaléria |
| --- |
| - George Town - George Town az előtérben, háttérben a maláj-félsziget - A sziget központi hegyéről egy kép délkelet felé nézve - George Town óvárosának egy utcája - Egy kínai templom George Town-ban - Batu Ferringhi partja a szigeten - Komp Butterworth és George Town között - Pinang hídja a sziget és a szárazföld között |